# La Guerre invisible
Pour plus de détails, voir Fiche technique et Distribution.
La Guerre invisible (The Invisible War) est un documentaire américain écrit et réalisé par Kirby Dick en 2012.
Il a été présenté au Festival du film de Sundance 2012, où il a remporté le Prix du public du meilleur documentaire américain, et il est nommé à l'Oscar du meilleur film documentaire en 2013.

## Synopsis
Le film traite de la question du viol dans les forces armées américaines (en) et du traumatisme sexuel chez les militaires (en).

## Fiche technique
- Titre : The Invisible War
- Réalisation : Kirby Dick
- Scénario : Kirby Dick, avec l'aide d'Amy Ziering et Douglas Blush
- Musique : Mary J. Blige
- Photographie : Thaddeus Wadleigh et Kirsten Johnson
- Montage : Douglas Blush et Derek Boonstra
- Production : Amy Ziering et Tanner King Barklow
- Société de production : Chain Camera Pictures, Rise Films, ITVS International, Fork Films, Cuomo Cole Productions et Canal+
- Société de distribution : Cinedigm Entertainment Group (États-Unis)
- Pays de production :  États-Unis,  France
- Langue originale : anglais
- Genre : documentaire
- Durée : 93 minutes
- Dates de sortie :
  - États-Unis : 20 janvier 2012 (Festival du film de Sundance) ; 22 juin 2012 (sortie nationale)

## Distribution
Personnes interviewées dans le film :
- Membres du Congrès des États-Unis :
  - Chellie Pingree, (D, Maine)
  - Louise Slaughter (D, New York)
  - Mike Turner (R, Ohio)
  - Loretta Sánchez (D, Californie)
  - Jackie Speier (D, Californie)
  - Ted Poe (R, Texas)
  - Susan Davis, (D, Californie)
  - Niki Tsongas, (D, Massachusetts)

- Personnel militaire
  - Major General Mary Kay Hertog, Directeur du Sexual Assault Prevention and Response Office
  - Dr Kaye Whitley, Ancien directeur du Sexual Assault Prevention and Response Office
  - Rear Admiral Anthony Kurta, Directeur du Military Plans and Policy
  - General Claudia Kennedy, US Army (vétéran)
  - Brigadier General Wilma L. Vaught, US Air Force (vétéran)
  - Brigadier General Loree Sutton, M.D., US Army (vétéran)
  - Major General Dennis Laich, US Army (vétéran)

## Accueil
Le film a reçu un accueil extrêmement positif. Il obtient une note de 100 % sur l’agrégateur de critiques Rotten Tomatoes, basé sur 57 critiques et il est classé premier de la liste des cent meilleurs films de l'année 2012 sur ce même site.
Il apparaît également dans plusieurs listes des dix meilleurs films de l'année publiées par The New York Times, le Time et le National Board of Review.

## Distinctions

### Récompenses
- Festival du film de Sundance 2012 : prix du public du meilleur documentaire américain
- Women Film Critics Circle Awards 2012 : prix Adrienne Shelly
- 2013 : prix du meilleur documentaire aux Independent Spirit Awards

### Nomination
- 2013 : Oscar du meilleur film documentaire